# Antiblemma lola
Antiblemma lola är en fjärilsart som beskrevs av William Schaus 1901. Antiblemma lola ingår i släktet Antiblemma och familjen nattflyn. Inga underarter finns listade i Catalogue of Life.